# Инама-Штернег, Карл Теодор фон
Карл Теодор Фердинанд Михаэль фон Инама-Штернег (нем. Karl Theodor Ferdinand Michael von Inama-Sternegg; 20 января 1843, Аугсбург — 28 ноября 1908, Инсбрук, Тироль, Австро-Венгрия) — немецкий и австрийский статистик, демограф и историк (экономическая история, историческая демография).
Получил историко-юридическое образование и ученую степень доктора государственных наук в Мюнхенском университете. С 1868 года профессор Инсбрукского университета, заняв кафедру политических наук. В 1880 году перешёл в Карлов университет.
В 1881 году принял на себя управление административной статистикой в Вене, одновременно с 1881 года служил профессором Венского университета. Назначенный в 1884 году президентом Центральной статистической комиссии (Вена), он реформировал почти все отрасли правительственной статистики. При народной переписи 1890 года в Австро-Венгрии Инама-Штернег впервые в мире ввёл обработку статистических данных электрическими счётными машинами.
В политической экономии являлся представителем исторического направления. Важнейшие его работы, число которых весьма значительно, посвящены разработке экономической истории Германии, в особенности истории поземельной собственности, и дали оригинальное объяснение возникновению и развитию поземельных отношений в средневековой Германии.
Многочисленные журнальные статьи Инама-Штернега посвящены истории экономического быта, статистике и вопросам современной ему экономической политики. С 1892 года Инама-Штернег принимал ближайшее участие в издании «Zeitschrift für Volkswirtschaft, Sozialpolitik und Verwaltung».
Особенно существенный вклад работы Инама-Штернега («Österreichische Statistik», «Statistisches Handbuch») внесли в статистику. С 1899 года до конца жизни он был Президентом Международного института статистики. Был избран почётным членом Королевского статистического общества.
В русской исторической науке К. Т. фон Инама-Штернег известен по настоящее время как кропотливый и тщательный исследователь колоссальных демографических потерь на территории Священной Римской империи (современные Германия, Чехия, Силезия и др.) в результате Тридцатилетней войны.

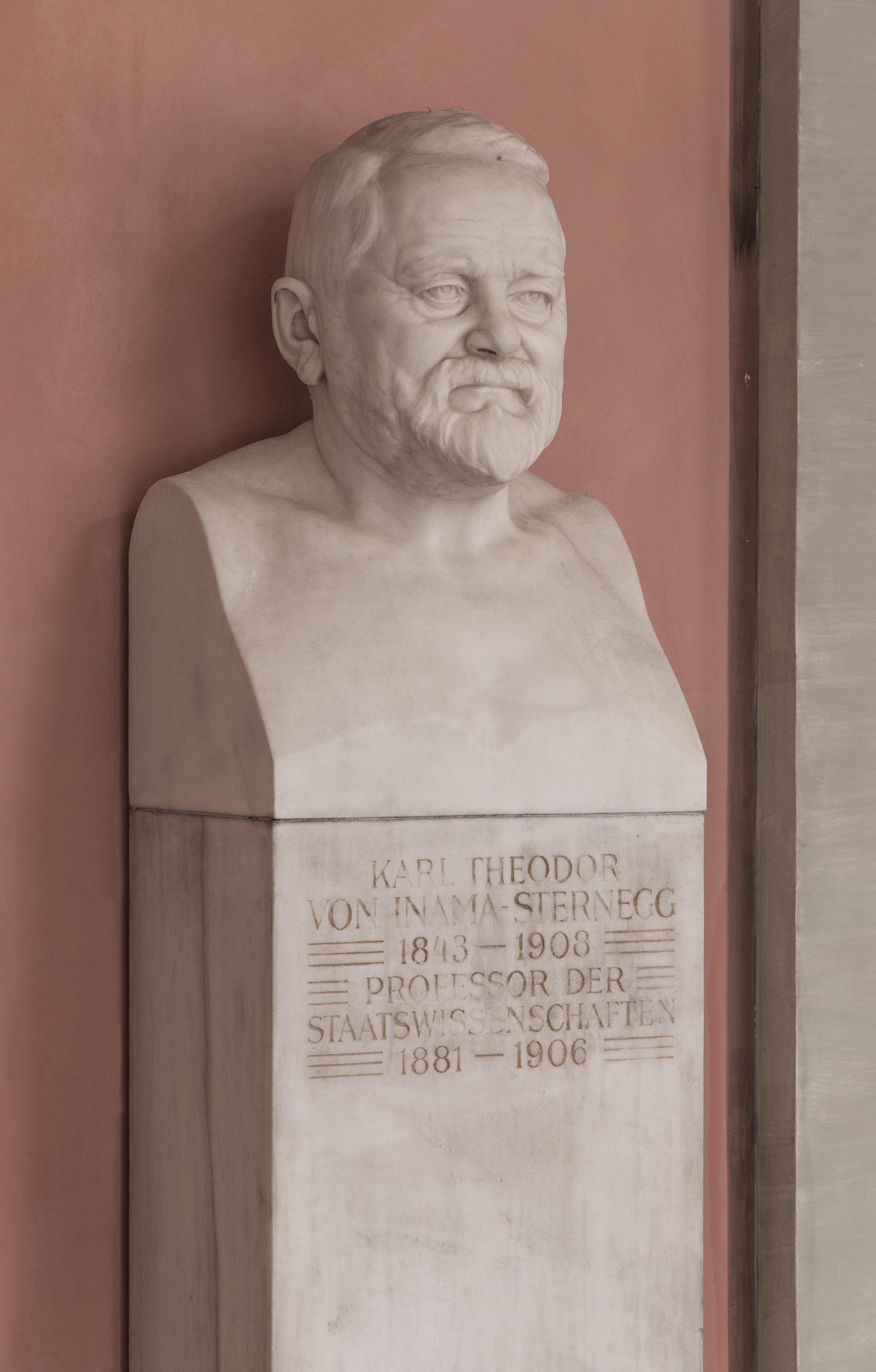
Клоц, Эдмунд. Бюст Инама-Штернега в одной из аркад Венского университета

## Монографии
- Deutsche Wirtschaftsgeschichte, 3 Bände (1879, 1891, 1901)
- Deutsche Wirtschaftgeschichte. I: bis zum Schluss der Karolingerperiode. Leipzig, 1909. Neu brosch. xxxviii + 755 Ss.

(see Antiqbook)
- Neue Probleme des modernen Kulturlebens. Leipzig, Duncker und Humblot, 1908. VI + 314 S. (see Antiqbook (недоступная ссылка))
- Tirolischen Weistümer, Bände 1-3. Wien, 1875—1880 (zusammen mit I. von Zingerle)
- Die Ausbildung der grossen Grundherrschaften in Deutschland während der Karolingerzeit (1878)
- Untersuchungen über das Hofsystem im Mittelalter (1872)
- Ueber die Emanzipation der Frauen (1869)
- Die Tendenz der Grossstaatenbildung in der Gegenwart (1869)
- Idealismus und Realismus in der Nationalökonomie (1873)
- Adam Smith und die Bedeutung seiner Wealth of nations (1876)